# Calvera
Calvera is een gemeente in de Italiaanse provincie Potenza (regio Basilicata) en telt 542 inwoners (31-12-2004). De oppervlakte bedraagt 15,8 km², de bevolkingsdichtheid is 35 inwoners per km².
De volgende frazioni maken deel uit van de gemeente: Vallina.

## Demografie
Calvera telt ongeveer 257 huishoudens. Het aantal inwoners daalde in de periode 1991-2001 met 11,8% volgens cijfers uit de tienjaarlijkse volkstellingen van ISTAT.
| Jaar | Inwoneraantal |
| ---- | ------------- |
| 1991 | 662           |
| 2001 | 584           |

## Geografie
Calvera grenst aan de volgende gemeenten: Carbone, Castronuovo di Sant'Andrea, San Chirico Raparo, Teana.